# Celeste Caeiro
Celeste Martins Caeiro (* 2. Mai 1933 in Lissabon; † 15. November 2024 in Leiria), auch bekannt als Celeste dos Cravos, deutsch: ‚Celeste der Nelken‘, war eine portugiesische Kellnerin, Kommunistin Friedensaktivistin und Zeitzeugin. Ihr Handeln im Jahr 1974 gab der Nelkenrevolution ihren Namen.

## Leben

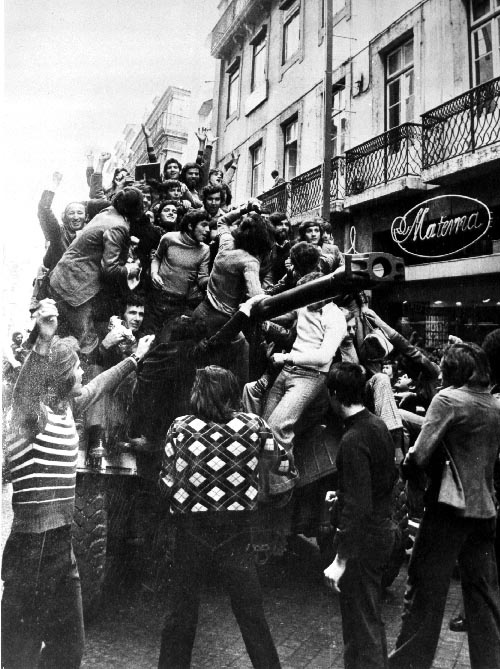
Portugiesen auf einem Panzer während der Nelkenrevolution, 1974

### Kindheit und Jugend
Celeste Martins Caeiro wurde am 2. Mai 1933 in der Gemeinde Socorro geboren, die zu Lissabon gehört. Ihre Mutter Teodora de Viana Martins Caeiro stammte aus Galicien in Spanien. Ihr portugiesischer Vater verließ die Familie, als sie 18 Monate alt war. Daraufhin brachte ihre Mutter sie aus Armut in wechselnden Kinderheimen unter, unterhielt jedoch regelmäßigen Kontakt.
Als Jugendliche bekam sie im Haus ihres Onkels im Süden Portugals Kontakt zur Opposition gegen die Militärdiktatur des Estado Novo. Sie wurde im Jahr 1974 Mitglied des Partido Comunista Português und blieb es ihr ganzes Leben. Außerdem begleitete sie Gerichtsverfahren als freiwillige Beobachterin.

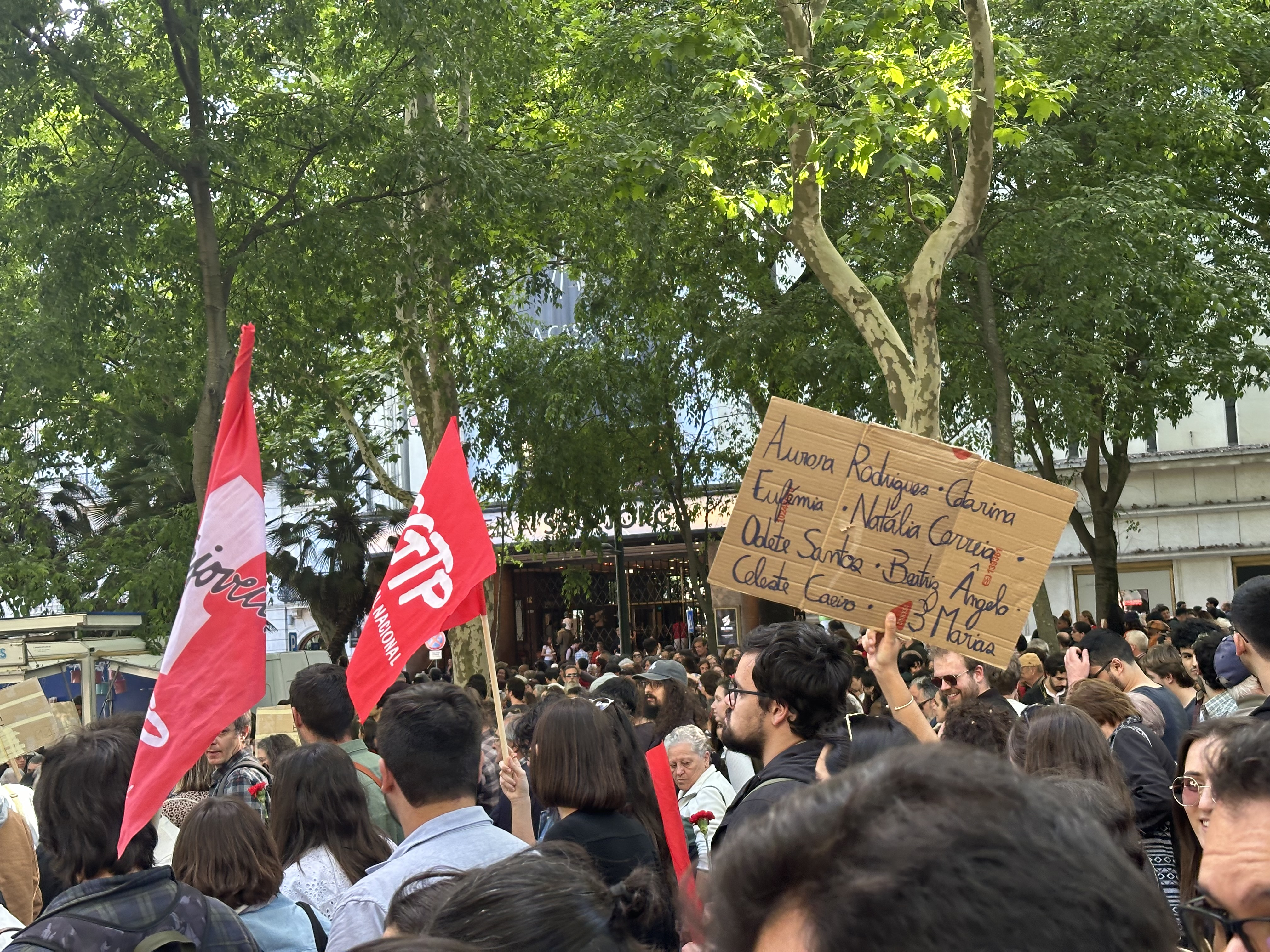
Ein Demoschild bei einer Demonstration im Jahr 2024 zum 50. Jahrestag der Nelkenrevolution in Lissabon nennt Celeste Caeiro

Caeiro erlernte den Beruf der Krankenpflegerin, allerdings arbeitete sie wegen ihrer Gesundheit später nicht als solche. Als junge Erwachsene wurde sie Kellnerin. Sie arbeitete von da an wechselnd in Restaurants und im Einzelhandel. Caeiro wurde selbst alleinerziehende Mutter. Mit ihrer Tochter Helena Caeiro lebte sie in Lissabon.

### Teilnahme an der Nelkenrevolution
Am Abend des 25. April 1974 arbeitete Caeiro in einem Schnellrestaurant in Lissabon und verfolgte die politische Lage im Radio. Weil das Restaurant an diesem Abend seine Eröffnung ein Jahr zuvor feiern wollte, hatte ihr Chef Nelken gekauft, wegen des Militärs in den Straßen fiel das Fest aus. Caeiro nahm die Nelken mit und traf auf dem Heimweg auf Soldaten, die Marcelo Caetano verhaften wollten. Ein Soldat fragte nach einer Zigarette, stattdessen schenkte sie ihm eine Nelke. Die steckte er in den Lauf seines Gewehrs. Seine Kameraden taten es ihm nach. Diese Bilder verbreiteten sich weltweit, die portugiesische Revolution hieß von da an Nelkenrevolution.

### Späteres Leben und Tod

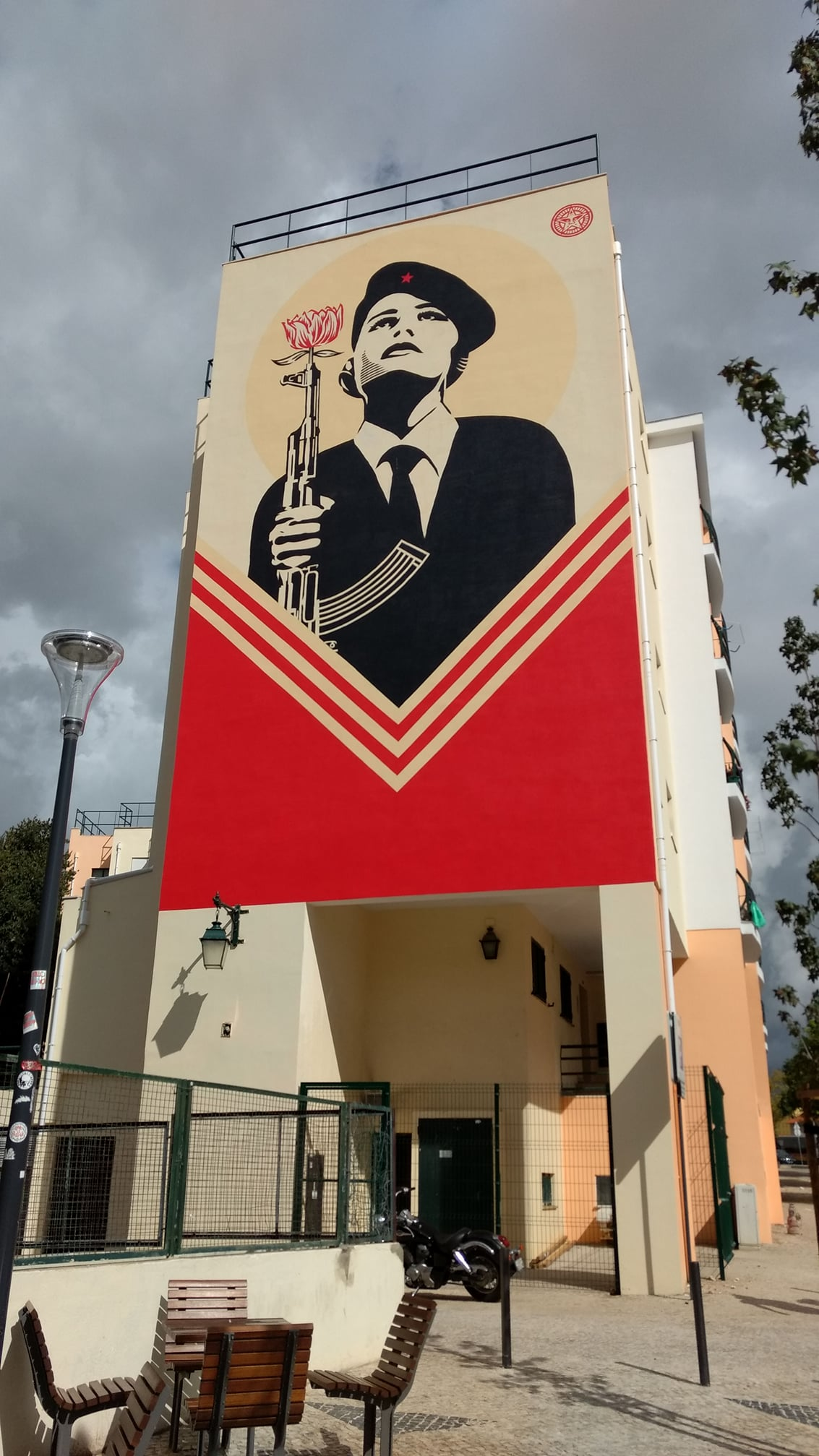
Wandgemälde in Lissabon von Shepard Fairey in Erinnerung an die Nelkenrevolution (2018)

Im Jahr 1988 brannte Caeiros Wohnhaus in Lissabon nieder, in dem sie mit ihrer Tochter lebte, sie verlor dabei ihren sämtlichen Besitz. Anschließend lebten sie in einer Sozialeinrichtung. Schließlich verhalf die Stadtverwaltung ihr zu einer Unterkunft. Als Seniorin erhielt sie monatlich eine Rente von 370 Euro. Sie erhielt von Parteifreunden ein Hörgerät als Geschenk.
Sie trat als Zeitzeugin auf, unter anderem in Schulklassen. Am 40. Jahrestag der Nelkenrevolution im Jahr 2014 berichtete sie vor dem Stadtrat von Lissabon über die Nelkenrevolution. Sie nahm an den Gedenkfeierlichkeiten zum 50. Jubiläum teil.
Ihre Enkelin ist Carolina Caeiro Fontela. Am 15. November 2024 bestätigte diese den Tod Caeiros gegenüber einer Presseagentur. Sie starb an einem Lungenleiden in einem Krankenhaus in Leiria.

### Reaktionen auf ihren Tod und Nachrufe
Auf ihren Tod folgten zahlreiche Berichte in portugiesischen und internationalen Medien. Die portugiesischen Streitkräfte und der Stadtrat von Lissabon ehrten sie mit öffentlichen Trauerbekundungen. Vor dem Parteibüro des Partido Comunista Português in der Avenida da Liberdade fand eine Trauerkundgebung statt.
Das portugiesische Parlament kondolierte ihr am 5. Dezember 2024 einstimmig und viele Abgeordnete erhoben sich für stehenden Applaus. Denn Caeiro sei ewig verknüpft mit dem 25. April 1974 und der Freiheit Portugals.

## Ehrungen
Caeiro war Trägerin der Ehrenmedaille der Stadt Lissabon, welche sie im Mai 2024 anlässlich des 50. Jubiläums der Nelkenrevolution verliehen bekam.
Die Stadt Lissabon plant nach ihrem Ableben im November 2024 eine Gedenkstätte in Erinnerung an Caeiro.

## Film und Fernsehen
Celeste Caeiro trat in der portugiesischen Fernsehsendung O Amigo Público in der Folge vom 20. April 1999 auf.
Ein Dokumentarfilm über Caeiro, Cravos para a Revolução von Brigitte Kleine, wurde im Jahr 2024 veröffentlicht. Es ist eine deutsch-portugiesische Koproduktion mit Unterstützung von Arte.